# Synanthedon rhododendri
Synanthedon rhododendri is een vlinder uit de familie wespvlinders (Sesiidae), onderfamilie Sesiinae.
Synanthedon rhododendri is voor het eerst wetenschappelijk beschreven door Beutenmüller in 1909. De soort komt voor in het Nearctisch gebied.